# Okres Lučenec
Okres Lučenec je jedním z okresů Slovenska. Leží v Banskobystrickém kraji, v jeho jižní části. Na severu hraničí s okresem Detva a okresem Poltár, na jihu s okresem Veľký Krtíš, okresem Rimavská Sobota a s Maďarskem. Okres se rozkládá na severu bývalé Novohradské župy, ale zasahuje malou částí svého území i na území bývalé Gemersko-malohontské župy.